# Грб Лопара
Грб Лопара је званични грб српске општине Лопаре, усвојен у 2. јануар 2013. године.
Грб у потпуности садржи све елементе савремене европске хералдике.

## Опис грба
Велики грб: у сребру црвени крст, а преко свега плавим оивичена црвена рундела у којој су из рамена отргнуте главе сребрног двоглавог орла оружане златно и истих таквих језика. Штит је крунисан сребрном бедемском круном без мерлона. Чувари грба су, десно дабробосански митрополит Свети Петар Зимоњић, у пуном архијерејском одејанију, са подигнутим трикиријама и дикиријама, а лијево Свети великомученик и победоносац Георгије одјевен као римски војник, све у природним бојама.
Између чувара и штита пободено је у тло по једно усправно природно копље оковано златом са кога се у поље вије златним ресама оперважена застава Републике Српске (десно) односно Титулара (лијево). Постамент је травом обрастао брдовити природни пејзаж.